# Wiesław Śliwa
Wiesław Śliwa (ur. 28 lutego 1962 w Bolesławcu) – polski matematyk, profesor nauk matematycznych. Specjalizuje się w analizie funkcjonalnej.

## Życiorys
Studia z matematyki ukończył w Uniwersytecie Wrocławskim w 1986. Po studiach pracował jako asystent w Polskiej Akademii Nauk w Warszawie (1986-1987), na Politechnice Wrocławskiej (1989-1990), w Wyższej Szkole Pedagogicznej w Zielonej Górze (1990-1997) oraz na Uniwersytecie im. Adama Mickiewicza w Poznaniu (1997-2015). Stopień doktora nauk matematycznych uzyskał w 1996 roku na Wydziale Matematyki i Informatyki Uniwersytetu im. Adama Mickiewicza w Poznaniu na podstawie rozprawy pt. LF-przestrzenie i zagadnienie ilorazu ośrodkowego (ang. LF-Spaces and the Separable Quotient Problem), przygotowanej pod kierunkiem Jerzego Kąkola. W 1997 przeniósł się do Poznania, na Wydział Matematyki i Informatyki UAM. W 2003 roku uzyskał stopień doktora habilitowanego z nauk matematycznych na podstawie oceny dorobku naukowego i rozprawy pt. Bazy ortogonalne w metryzowalnych przestrzeniach lokalnie wypukłych nad ciałami niearchimedesowymi. W styczniu 2014 roku otrzymał tytuł naukowy profesora nauk matematycznych. W 2006 roku awansował na stanowisko profesora nadzwyczajnego UAM, a w 2014 na stanowisko profesora zwyczajnego w Zakładzie Analizy Funkcjonalnej UAM. Od 2015 pracuje na Wydziale Matematyczno-Przyrodniczym Uniwersytetu Rzeszowskiego (kierownik Katedry Analizy Matematycznej). Jest członkiem Polskiego Towarzystwa Matematycznego.
Swoje prace publikował między innymi w takich czasopismach jak "Transactions of the American Mathematical Society", "Compositio Mathematica", "Journal of Mathematical Analysis and Applications", "Journal of Geometric Analysis", "Mathematische Nachrichten", "Journal of Convex Analysis", "Forum Mathematicum", "Proceedings of the American Mathematical Society", "Bulletin of the London Mathematical Society" oraz "Canadian Journal of Mathematics".